# Yomiuri Telecasting Corporation
JOIX-DTV, también conocida como Yomiuri TV (estilizado como ytv°) (読売テレビ Yomiuri Terebi?, YTV), es la estación insignia de la región de Kansai del Sistema de Red de Televisión Nippon, propiedad y operado por Yomiuri Telecasting Corporation (讀賣テレビ放送株式会社 Yomiuri Terebi Hōsō kabushiki gaisha?) subsidiaria del epónimo Yomiuri Shimbun, el conglomerado de medios más grande de Japón; Yomiuri TV forma parte del brazo principal de transmisión de televisión de Yomiuri junto con el buque insignia de la región de Kantō, Nippon televisión, que posee una participación del 15.89% en la compañía. Fundada como New Osaka Television Co. el 13 de febrero de 1958, y renombrada como Yomiuri Telecasting Corporation el 1 de agosto del mismo año, comenzó a transmitir el 28 de agosto como la primera estación de televisión en afiliarse a Nippon Television Network Corporation. Sus estudios están ubicados en el distrito de Osaka Business Park de Osaka.

## Oficinas
- Sede: 3-50, Shiromi Icchome, Chūō-ku, Osaka, Japón (reubicado el 1 de septiembre de 2019)[1]
- Oficina de Rama del Tokyo: 20.º piso, NTV Torre, 6-1, Higashi-Shimbashi Itchome, Minato, Tokio, Japón[1]
- Nagoya Oficina de rama: 3.º piso, Shin-Kyoei Edificio, 7-9, Sakae Sanchome, Naka-ku, Nagoya, Japón[1]
- Kyoto Oficina de rama: 5.º piso, Yomiuri Kyoto Edificio, Shishikannon-cho, Karasuma-dori Rokkaku-Sagaru, Nakagyo-ku, Kyoto, Japón[1]
- Oficina de Rama del Kobe: 4.º piso, 2-10, Sakaemachi-dori Itchome, Chūō-ku, Kobe, Japón[1]
- Oficina de Rama del París: NNN París, Visita Maine Montparnasse, 33 Avenida De Maine, París, Francia[1]
- Oficina de Rama del Shanghai: 580 Nanjing Carretera Del oeste 902B, Edificio Subsidiario de Nan Zheng Edificio, Shanghái, China[1]
- Oficina de Rama de la Nueva York: NNN Nueva York, 645 5.ª Avenida Suite 303, Nueva York, NY, U.S.A.[1]

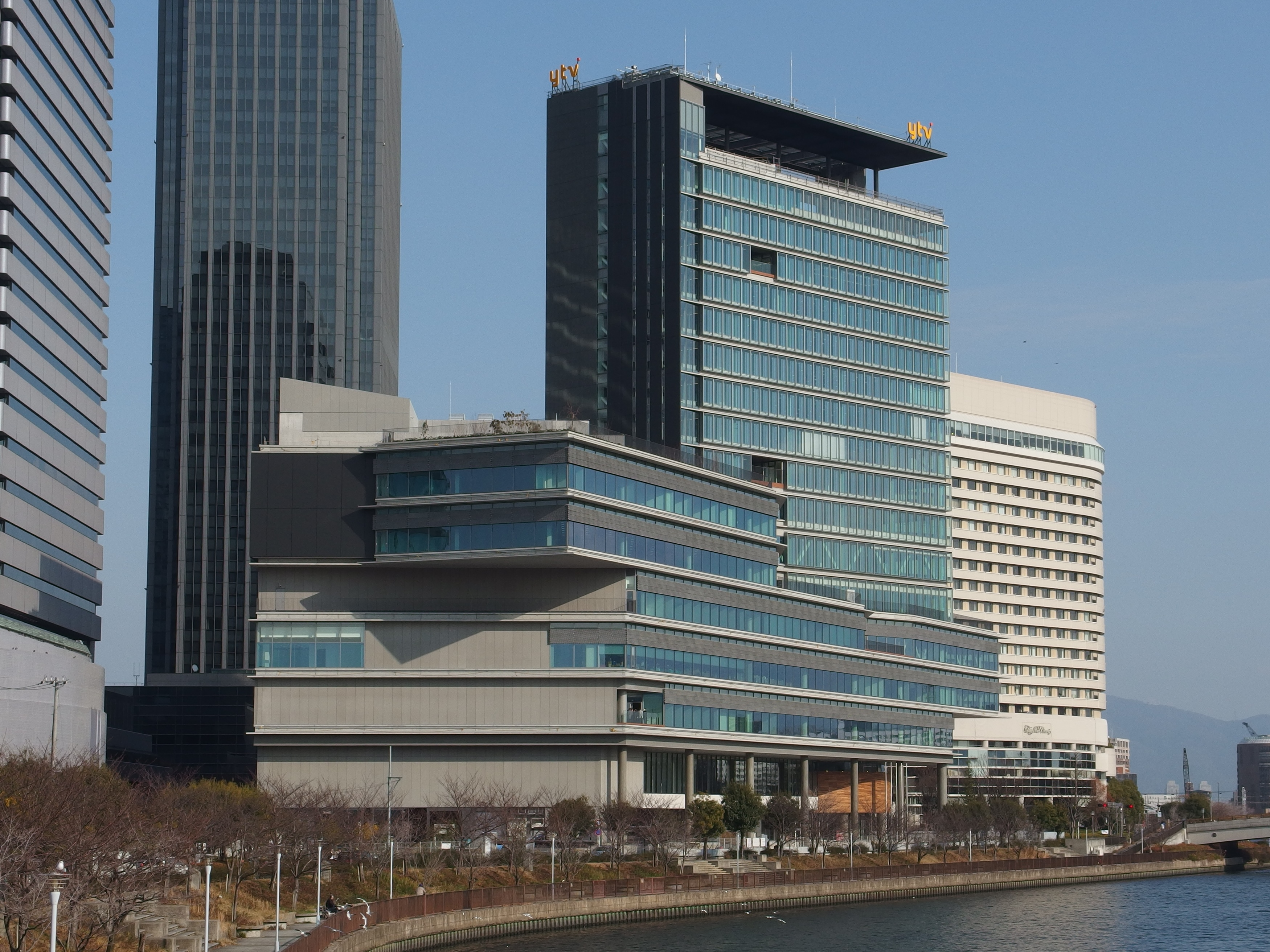
La sede de Yomiuri Telecasting Corporation (desde el 1 de septiembre de 2019)
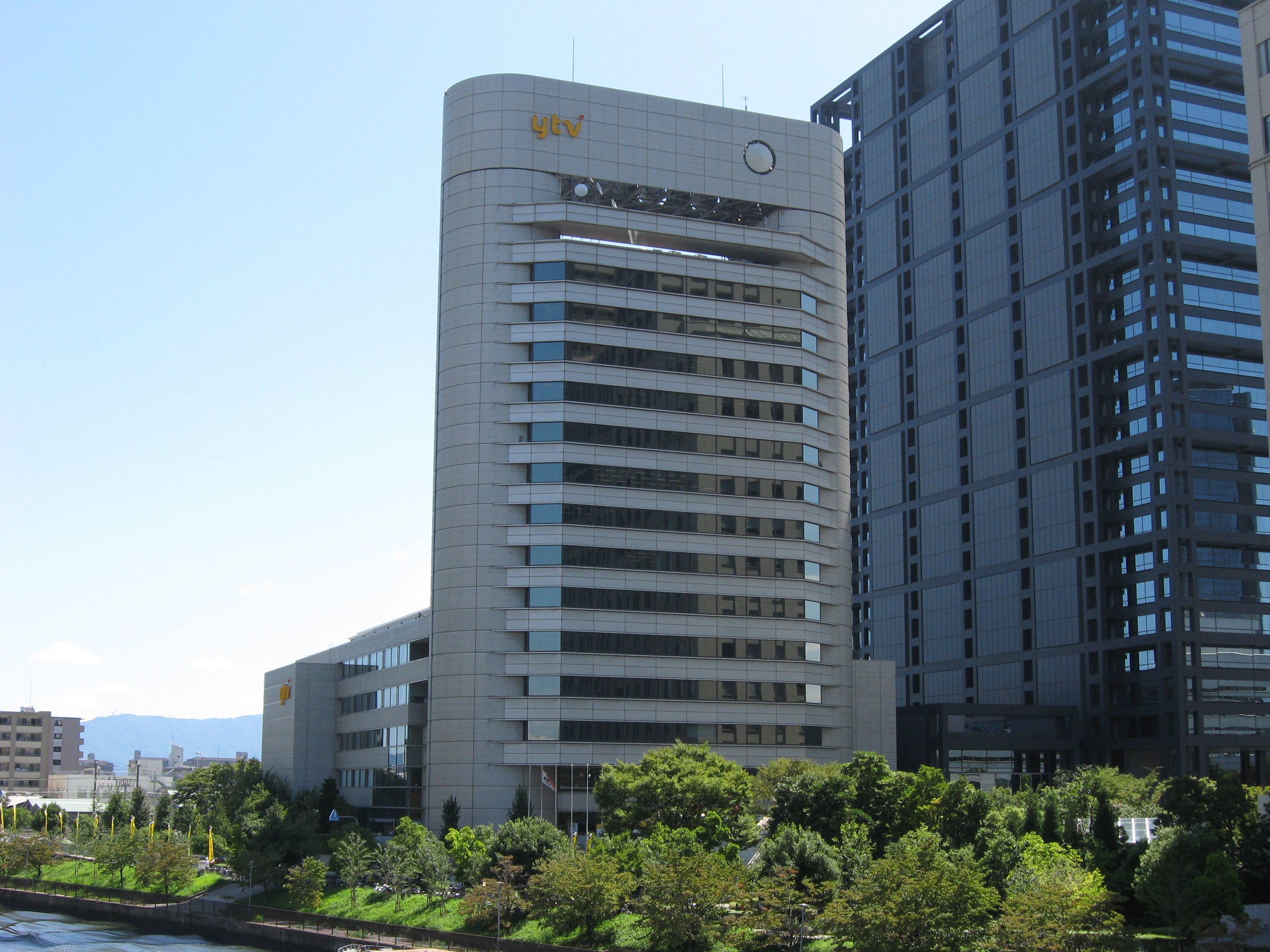
La antigua sede de Yomiuri Telecasting Corporation (enero de 2008)
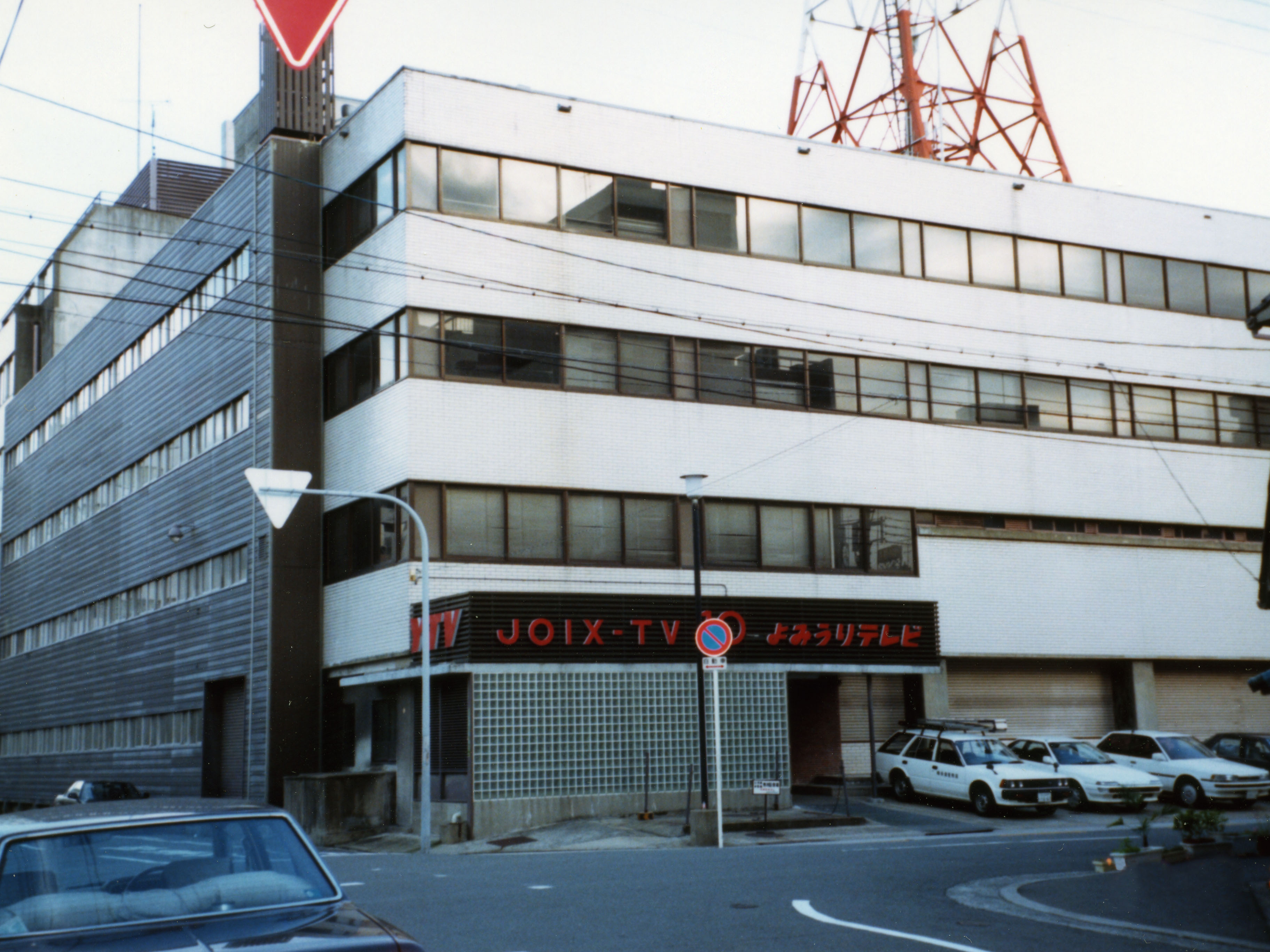
La antigua sede de Yomiuri Telecasting Corporation (15 de octubre de 1989)

## Radiodifusión

### Digital
JOIX-DTV - Yomiuri Digital TV
- Controlador remoto ID 10
- Osaka Estación Principal (Mt. Ikoma) - Canal 14

Prefectura de Shiga
- Otsu - Canal 14
- Hikone - Canal 14
- Koka - Canal 14

Prefectura de Kioto
- Fukuchiyama - Canal 14
- Miyazu - Canal 14
- Maizuru - Canal 14
- Kameoka - Canal 14
- Yamashina, Kyoto - Canal 22

Prefectura de Osaka
- Kashiwara - Canal 14
- Misaki-Fuke - Canal 14

Prefectura de Hyōgo
- Kobe - Canal 14
- Himeji - Canal 14
- Hokutan-Tarumi - Canal 14
- Miki - Canal 14
- Hyogo-ku, Kobe - Canal 14
- Nishinomiya-Yamaguchi - Canal 14
- Ako - Canal 14

Prefectura de Nara
- Tochihara - Canal 14

Prefectura de Wakayama
- Wakayama - Canal 14
- Kinokawa - Canal 14
- Kainan - Canal 14
- Gobo - Canal 14
- Arida - Canal 14
- Tanabe - Canal 14
- Hashimoto - Canal 34
- Minabegawa - Canal 34

### Analógico
Se detuvo la transmisión analógica el 24 de julio de 2011.
JOIX-Televisión - Yomiuri TV Analógica
- Estación principal de Osaka (Mt. Ikoma) - Canal 10
- Prefectura de Shiga
  - Otsu - Canal 42
  - Hikone - Canal 62
- Prefectura de Kioto
  - Kameoka - Canal 39
  - Fukuchiyama - Canal 62
  - Maizuru - Canal 61
- Prefectura de Hyōgo
  - Kobe - Canal 47
  - Kawanishi - Canal 61
  - Inagawa - Canal 61
  - Himeji - Canal 62
  - Miki - Canal 42
  - Hokutan-Tarumi - Canal 61
  - Kasumi - Canal 41
- Prefectura de Nara
  - Tochihara - Canal 39
- Prefectura de Wakayama
  - Wakayama - Canal 48
  - Tanabe - Canal 62
  - Kainan - Canal 62
  - Tanabe-kita - Canal 29
  - Kinokawa - Canal 61
  - Gobo - Canal 61

## Eventos especiales organizados por Yomiuri TV
- Rally Internacional de Birdman de Japón (鳥人間コンテスト選手権大会)
- Festival de deportes All-star de béisbol profesional (プロ野球オールスタースポーツフェスティバル)
- Best Hits! (ベストヒット歌謡祭)